# Bayan Jumah
Bayan Jumah, född 13 april 1994, är en syrisk simmare. 
Jumah tävlade för Syrien vid olympiska sommarspelen 2012 i London, där hon blev utslagen i försöksheatet på 100 meter frisim. Vid olympiska sommarspelen 2016 i Rio de Janeiro blev Jumah utslagen i försöksheatet på 50 meter frisim.